# گورستان داشلارآراسی ۱
گورستان داشلار آراسی ۱ مربوط به هزاره اول قبل از میلاد است و در شهرستان ورزقان، بخش مرکزی، دهستان سینا، ۵۰۰ متری کاسین واقع شده و این اثر در تاریخ ۸ بهمن ۱۳۸۵ با شمارهٔ ثبت ۱۶۹۸۹ به‌عنوان یکی از آثار ملی ایران به ثبت رسیده است.